# Cucullia leucopis
Cucullia leucopis là một loài bướm đêm trong họ Noctuidae.